# TLDP
The Linux Documentation Project o TLDP (Proyecto de Documentación de Linux) es un proyecto de documentación de software libre, o mejor dicho de documentación libre. Se creó en España por fines de los '90.
Contiene traducciones al español de howtos, páginas man, guías, tutoriales básicos y avanzados sobre gran variedad de temas, incluyendo redes, programación, configuración de diferentes servidores, trucos, y hasta chistes. También ha formado una editorial.
Abarca otros proyectos como Hispalinux y LuCAS.
Es un proyecto colaborativo, cualquier persona interesada puede participar, ya sea colaborando con las traducciones, con la infraestructura, escribiendo material o usando el sitio como repositorio para su propio proyecto de software libre.